# Jornal Tribuna de Macau
O Jornal Tribuna de Macau (em chinês: 澳門論壇日報) é um dos três diários portugueses da Região Administrativa Especial de Macau (RAEM) da República Popular da China. Desde Outubro de 1982 que é publicado ininterruptamente. O diretor do matutino é, atualmente, Sérgio Terra.
Apoiado pelo jornal português Diário de Notícias, o JTM tem como principal objetivo continuar a publicar em Macau um jornal em língua portuguesa, possibilitando aos falantes de português da RAEM mais um meio para estarem informados sobre a realidade vivida nas sociedades da RAEM, de Portugal e do resto do mundo. Considera-se um jornal de Macau em língua portuguesa e não um jornal português em Macau.

## História
O Jornal Tribuna de Macau (JTM) nasceu a 1 de Junho de 1998, fruto da fusão de dois dos mais antigos jornais de língua portuguesa de Macau, o Jornal de Macau, que foi para as bancas pela primeira a vez na tarde de 28 de Outubro de 1982, e a Tribuna de Macau, então um semanário que foi publicado pela primeira vez a 30 de Outubro desse mesmo ano. 
Naquela altura, o Jornal de Macau estava conotado com a Associação para a Defesa dos Interesses de Macau (ADIM), liderada por Carlos d'Assumpção, enquanto a "Tribuna de Macau" estava politicamente ligada ao Centro Democrático de Macau (CDM), co-fundado e liderado pelo advogado Jorge Neto Valente, e que era o proprietário do jornal.
Porém, com a evolução do panorama político de Macau e com a aproximação da data da transferência da soberania de Macau, o histórico conflito entre a ADIM e o CDM tornou-se num assunto do passado. Por isso, o Jornal de Macau e a Tribuna de Macau acabaram por fundir-se a 1 de Junho de 1998, muito por mérito dos seus directores, que eram respectivamente João Fernandes e José Rocha Diniz. O resultado desta fusão pragmática foi o actual Jornal Tribuna de Macau.
O jornal, considerado diário, não se publica aos sábados, domingos e feriados. Normalmente imprime 16 páginas durante a semana, sendo que às sextas-feiras ou em alturas especiais podem chegar a ser impressas 24 páginas. Todo o conteúdo do jornal é carregado no site oficial.
A partir de Maio de 2025 passou a ter uma edição totalmente a cores.

### Actual estrutura do jornal
Director e Administrador-delegado: Sérgio Terra

Editora: Catarina Pereira

Redacção: Vítor Rebelo

Secretária de Redacção: Joana Chói

Colaboradores: António Aresta, Daniel Bastos, Daniel Carlier, João Figueira, José Rocha Diniz, Jorge Rangel, Júlia Serra e Nelson Kot

Grafismo: Exzha Beah Ubogan, Jénifer Imperial e Rima Cui